# Nanše

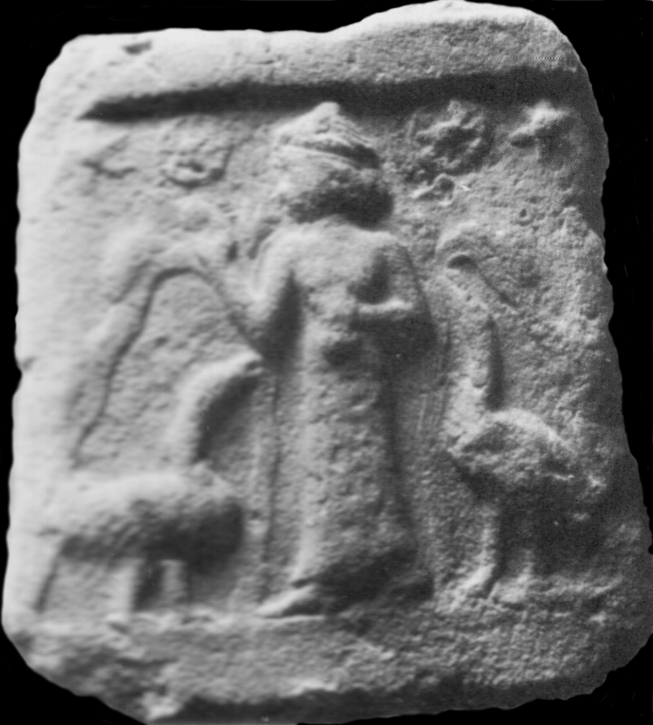
Nanše

Nanše (in sumero 𒀭𒀏, DNINA, Nanše) è, nella mitologia sumera, la dea della giustizia nonché protettrice della città di Nina (l'attuale Surghul in Iraq) e di Lagash, figlia del dio Enki che organizzò l'universo affidando alla figlia i pesci e la pesca.
La traduzione del nome significa "interprete dei sogni" ed era anche considerata la divinità in grado di conferire ai sacerdoti la capacità di predire il futuro dall'interpretazione dei sogni (oniromanzia).
È colei che ha giudicato l'uomo nel primo giorno dell'anno insieme a Nidaba e Haia, facendola arrabbiare per gli uomini imperfetti.